# 푸엥카랄역
푸엥카랄역(스페인어: Fuencarral)은 마드리드 지하철 10호선의 역이다. 푸엥카랄엘파르도 구의 발베르데 지역에 있다. 세르카니아스 마드리드에 동명의 역이 있지만 전혀 다른 역이므로 주의가 필요하다. 요금구역상으로는 A구역에 속한다.

## 역사
1982년 6월 10일 옛 8호선 구간의 일부로 문을 열었고, 1998년 1월 22일 10호선 역으로 재편되었다. 한동안 10호선의 시종착역이었으나 2007년 4월 북부 연장구간 개통으로 일반역이 되었다.

## 환승 정보
역 주변에 시내버스 정류장이 한 곳 있다.
버스
- 시내버스
  - 66, 137번 버스 (주간)

지하철
| 마드리드 지하철                        | 마드리드 지하철        | 마드리드 지하철         |
| -------------------------------------- | ---------------------- | ----------------------- |
| 트레스 올리보스 오스피탈 인판타 소피아 | 마드리드 지하철 10호선 | 베고냐 푸에르타 델 수르 |